# Mydaea bideserta
Mydaea bideserta är en tvåvingeart som beskrevs av Xue och Wang 1992. Mydaea bideserta ingår i släktet Mydaea och familjen husflugor.
Artens utbredningsområde är Hubei (Kina). Inga underarter finns listade i Catalogue of Life.